# Ngọc Hà, thành phố Hà Giang
Ngọc Hà là một phường thuộc thành phố Hà Giang, tỉnh Hà Giang, Việt Nam.

## Địa lý
Phường Ngọc Hà có vị trí địa lý:
- Phía đông và nam giáp xã Ngọc Đường
- Phía tây giáp phường Trần Phú và phường Minh Khai
- Phía bắc giáp phường Quang Trung và xã Ngọc Đường.

Phường Ngọc Hà có diện tích 3,69 km², dân số năm 2019 là 5.137 người, mật độ dân số đạt 1.392 người/km².
Phường Ngọc Hà có Quốc lộ 34 chạy qua, sông Miện chảy qua phần phía bắc của phường.

## Hành chính
Phường Ngọc Hà được chia thành 9 tổ dân phố.

## Lịch sử
Ngày 9 tháng 8 năm 2005, Chính phủ ban hành Nghị định 104/2005/NĐ-CP về việc thành lập phường Ngọc Hà trên cơ sở:
- Điều chỉnh 120,90 ha diện tích tự nhiên và 2.399 người của xã Ngọc Đường
- Điều chỉnh 117,20 ha diện tích tự nhiên và 628 người của phường Trần Phú.

Phường Ngọc Hà có 238,10 ha diện tích tự nhiên và 3.027 nhân khẩu.
Ngày 27 tháng 9 năm 2010, Chính phủ ban hành Nghị quyết 35/NQ-CP về việc thành lập thành phố Hà Giang thuộc tỉnh Hà Giang. Phường Ngọc Hà trực thuộc thành phố Hà Giang.